# Alvo (rivière)
 (février 2023).
L'Alvo est une rivière de la région Basilicate, dans le Sud de l'Italie.

## Parcours
La source de la rivière est située dans la province de Potenza entre Pietragalla et Vaglio Basilicata. Elle coule vers le nord près de Pietragalla et s'incurve vers l'est au nord de Cancellara et au sud du Bradano. puis coule vers le sud-est près de Oppido Lucano, Tolve et San Chirico Nuovo avant de s'incurver vers le nord-est. Elle franchit ensuite la frontière de la province de Matera et rejoint le fleuve Bradano à l'ouest d'Irsina.